# Nádeník

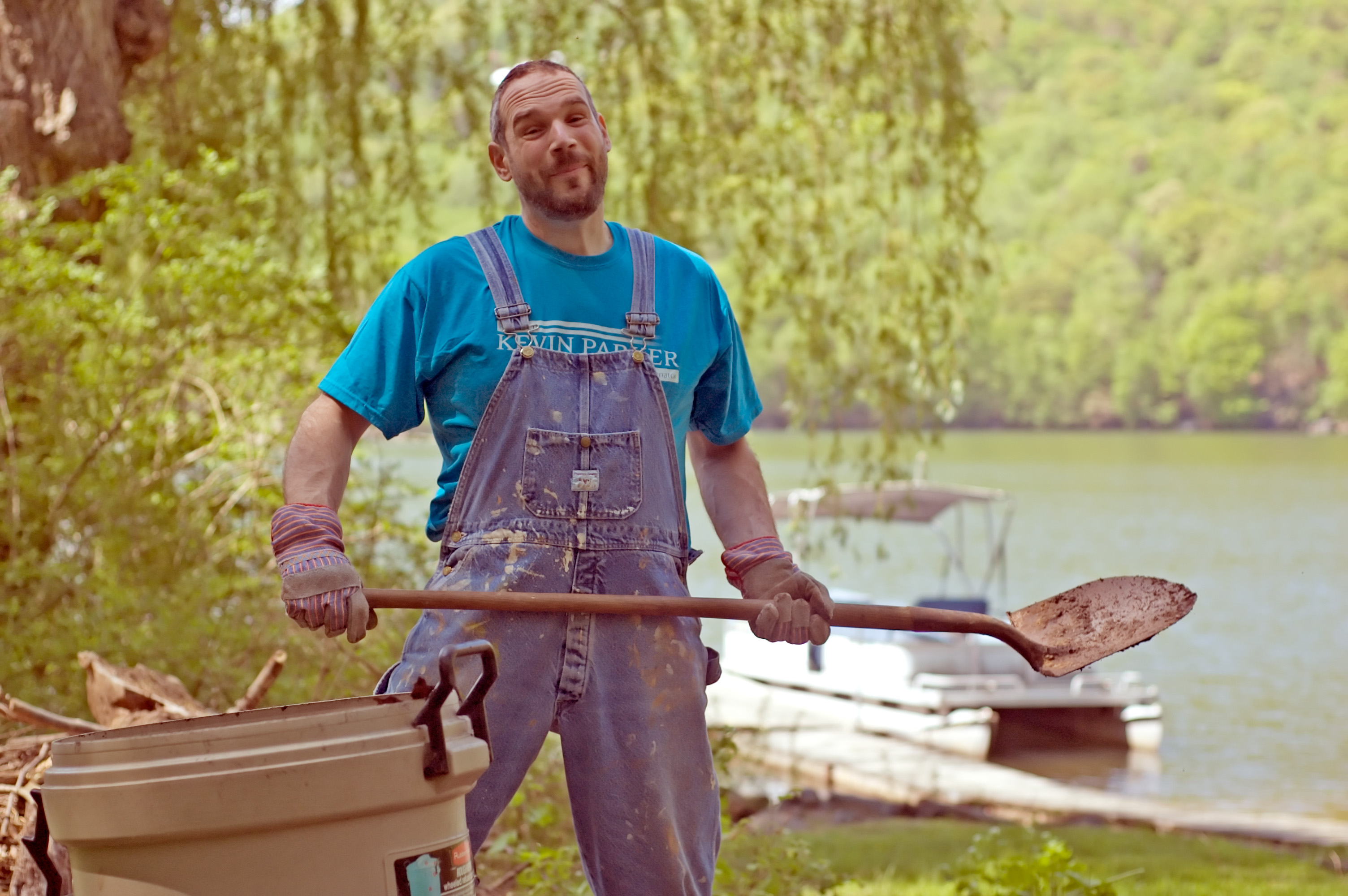
Nádeník

Nádeník je označení pro člověka, který se živí jako pomocník, dělník, či pomocný dělník, anebo se takto může označit osoba bez trvalého zaměstnání, která se nechávala každý den najímat na krátkodobé práce. Zpravidla nebývá vyučen žádnému řemeslu. Nádeníci často pracovali ve stavebnictví jako pomocní dělníci. Obvykle patřili do nejnižších společenských vrstev.
V době vlády KSČ v Československé republice, bylo označení nádeník považováno za kapitalistický výraz, opovrhující fyzickou prací.